# Veículo de lançamento

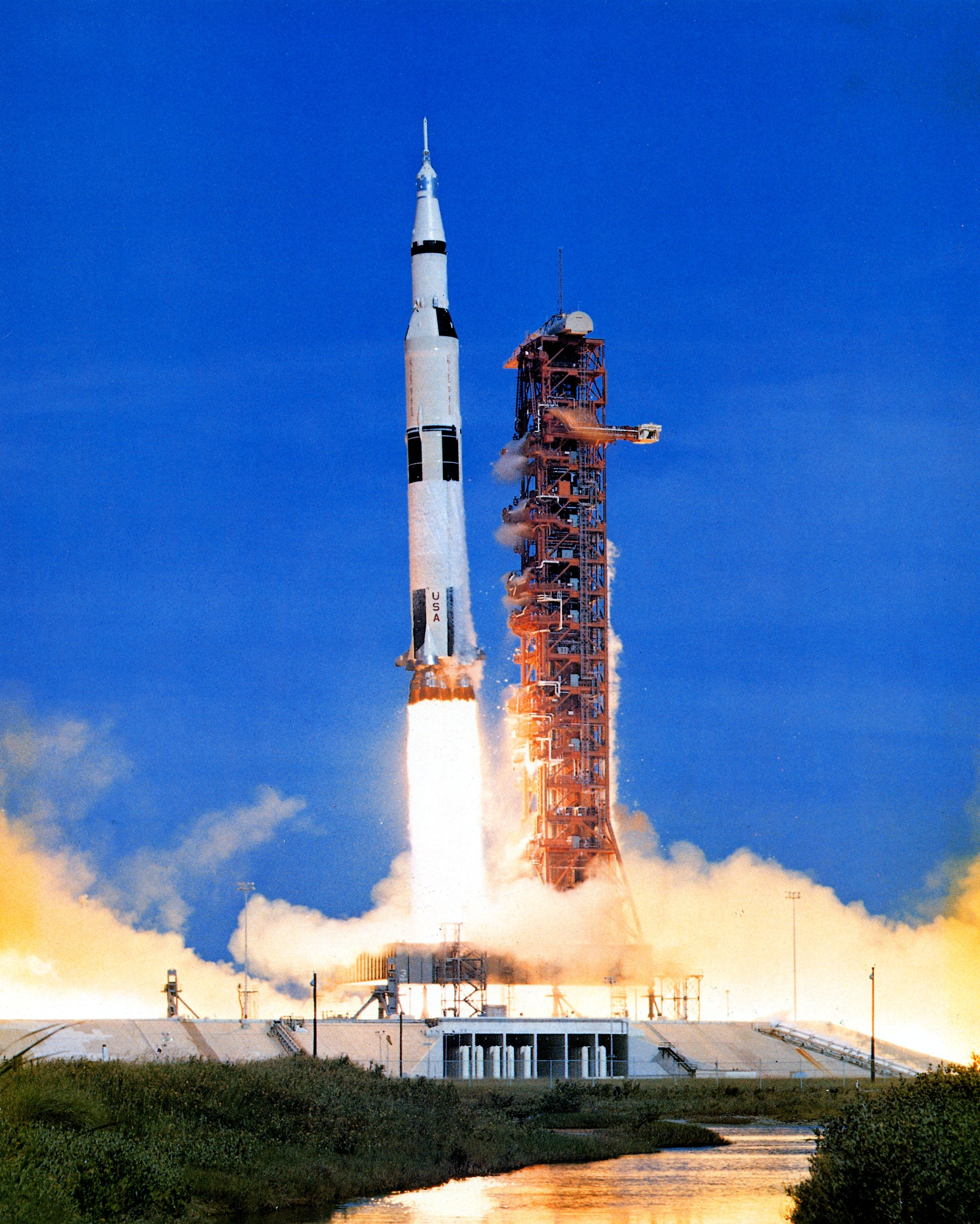
Um veículo de lançamento Saturno V envia a Apollo 15 na sua rota para a Lua.

Um veículo de lançamento ou veículo lançador é, em astronáutica, um foguete espacial usado para transportar uma carga útil a  partir da superfície da Terra para o espaço exterior. Um sistema de lançamento inclui o veículo de lançamento, a plataforma de lançamento e outras infraestruturas. Habitualmente a carga útil é um satélite artificial colocado em órbita, mas alguns voos espaciais são suborbitais enquanto que ouros possibilitam a nave espacial de escapar completamente da órbita terrestre. Um veículo de lançamento que habitualmente transporta a sua carga útil numa trajectória suborbital é muitas vezes designado como foguete de sondagem ou foguete sonda.

## Classificação de veículos de lançamento

### Por plataforma de lançamento
- Terra: espaçoporto e mísseis fixo silo [5] (Strela) para ICBMs convertidos.

- Mar: plataforma fixa (San Marco), plataforma móvel (Sea Launch), submarino (Shtil ', Volna) para convertida SLBMs.

- Ar: aeronaves (Pegasus, Virgin Galactic LauncherOne, Sistemas Stratolaunch), balão (ARCASPACE), JP Aerospace Orbital Ascender, proposta de porto espacial Buoyant permanente.

### Por tamanho
Há muitas maneiras de classificar os tamanhos de veículos lançadores. A agência espacial civil dos EUA, NASA, usa um esquema de classificação que foi articulada pela Comissão Augustine criado para revisar os planos para substituir o ônibus espacial:
- Um foguete de sondagem não pode atingir a órbita e é capaz de vôo espacial sub-orbital;

- Um pequeno veículo de lançamento elevador é capaz de levantar-se a 2 000 kg (4 400 lb) de carga útil em órbita baixa da Terra (LEO);[2]

- Um veículo de lançamento de média elevação é capaz de levantar entre 2 000 a 20 000 kg (4 400 a £ 44 100) de carga útil em LEO;[3]

- Um veículo de lançamento de carga pesada é capaz de levantar entre 20 000 a 50 000 kg (44 000 a £ 110 000) de carga útil em LEO;

- Um veículo super-pesado elevador é capaz de levantar mais de 50 000 kg de carga útil em LEO.[4]

O provedor de serviços de lançamento europeia líder, a Arianespace, também usa a designação "heavy-lift" para os seus> 20 000 kg (£ 44 000) -para-LEO Ariane 5 lançamento de veículo e "elevador-medio" para a sua gama de veículos de lançamento que elevam 2 000-20 000 kg (4 400-44 100 libras) para LEO, incluindo a Starsem / Arianespace Soyuz ST e versões anteriores a 1999 do Ariane 5. Trata-se de seus 1 500 kg (3 300 lb) para LEO Vega veículo de lançamento como "elevador de luz".